# Clavularia arctica
Clavularia arctica är en korallart som först beskrevs av Sars 1860.  Clavularia arctica ingår i släktet Clavularia och familjen Clavulariidae. Inga underarter finns listade i Catalogue of Life.